# Iossif Moissejewitsch Feldman
Iossif Moissejewitsch Feldman (russisch Иосиф Моисеевич Фельдман; * 4. Dezemberjul. / 17. Dezember 1905greg. in Nowograd-Wolynsk, Gouvernement Wolhynien, Russisches Kaiserreich; † 24. Oktober 1984 in Soroca, Moldauische SSR) war ein sowjetischer Major, Journalist und Lehrer. Er war 1945 als Kulturoffizier an der Herausgabe mehrerer Berliner Zeitungen beteiligt.

## Leben

### Herkunft und Jugend
Er stammte aus einer jüdischen Familie. Der Vater Mojsche Feldman war Privatlehrer und unterstützte viele Menschen als Rechtsberater. Die Mutter arbeitete zunächst in einer Apotheke und war dann mit vier Kindern zu Hause. Die Familie wohnte in Nowograd-Wolynsk (Nowohrad-Wolynskyj) zeitweise in einem eigenen zweistöckigen Haus.
Der Junge erhielt umfangreichen Privatunterricht bei seinem Vater und schaffte 1918 die Aufnahmeprüfung zum städtischen Gymnasium. 1923 schloss er die Schule ab.

### Militärische Ausbildung
Er arbeitete zunächst in verschiedenen Industriebetrieben, unter anderem in der Porzellan- und Fayenceherstellung. 1927 wurde er zu den Luftstreitkräften einberufen. Von 1928 bis 1930 absolvierte Feldman eine Ausbildung an der Leningrader Militärtechnischen Schule der Luftstreitkräfte. 1935 erhielt er eine Beförderung als Militärflieger. 1936 wurde er erneut an die Leningrader Militärschule delegiert und arbeitete in der dortigen Hochschulzeitung „Kontakte“  als Redakteur.
1937 wurde er unerwarteterweise aus der Armee und der Partei entlassen, wie viele andere Mitglieder auch. Der Parteiausschluss wurde bald wieder rückgängig gemacht, das Ausscheiden aus der Armee nicht. 

### Kriegseinsätze
Feldman arbeitete wieder in einem Industriebetrieb und begann dann eine Ausbildung am Institut für Fremdsprachen in Leningrad. Am 31. Dezember 1940 wurde er wieder zur Armee einberufen und in Tbilissi im Kaukasus stationiert. Dort hörte er Radiosendungen in englischer und deutscher Sprache zur Informationsgewinnung ab. Am 15. Juni 1941 erfuhr er aus einer englischsprachigen Radiosendung vom bevorstehenden deutschen Angriff auf die Sowjetunion. In der Politabteilung war Feldman zeitweise im Iran stationiert, dann wieder im Kaukasus, später in der Ukraine und Polen und zuletzt bei Magdeburg. Von 1942 ist ein deutschsprachiges Flugblatt von ihm an deutsche Kriegsgefangene in sowjetischen Kriegsgefangenenlagern erhalten.

### Kulturoffizier in Berlin
Etwa seit Anfang Mai 1945 war Iossif Feldman als Kulturoffizier für die Sowjetische Militäradministration in Berlin tätig. Er war einer der Mitbegründer der Berliner Zeitung als erster deutscher Tageszeitung im sowjetischen Sektor von Berlin und wurde deren stellvertretender Herausgeber. Seit 30. November 1945 übte er diese Funktion auch in der sowjetischen Täglichen Rundschau aus. Im November 1945 initiierte Feldman dazu die Gründung des Expreß-Verlages und der Abendzeitung Nacht-Express als erster formal unabhängigen Tageszeitung in der Sowjetischen Besatzungszone. Er blieb der verantwortliche Politoffizier dieses Blattes und schrieb auch einige Artikel unter dem Pseudonym Jürgen Friedbach. Beide deutsche Zeitungen erzielten gute Auflagen und hatten etwas mehr redaktionelle Freiheiten als die meisten anderen Tageszeitungen in der sowjetischen Besatzungszone. Amerikanische Militärvertreter erlebten Feldman dagegen als politisch wenig nachgiebig. 
1948 veröffentlichte er auch zwei Bücher über die Zeitgeschehnisse in deutscher Sprache unter Pseudonym. 

### Lagerhaft
Im Herbst 1948 wurde Feldman als Journalist nach London geschickt. Dort traf er auch den Schatten-Außenminister der Labour Party, dem er sich gegenüber positiv über Großbritannien äußerte. Nach seiner Rückkehr nach Berlin wurde er verhaftet und der Spionage bezichtigt. Sein Auftreten in London wurde ihm vorgeworfen. Nach fast einjähriger Untersuchungshaft wurde Feldman zu zehn Jahren Lagerhaft verurteilt.
1954 wurde er vorzeitig entlassen, bekam aber einen neuen Wohnort zugewiesen.

### Letzte Jahre in Moldau
1960 wurde Iossif Feldman vollständig rehabilitiert. Er zog nach Soroka (Soroca) in Moldau und arbeitete dort als Englischlehrer am Pädagogischen Institut und der Mittelschule.
Er erwarb sich in der Stadt ein großes Ansehen und starb dort 1984.